# るべどの奇石
『るべどの奇石』（るべどのきせき）は、室井まさねによる日本の漫画作品。集英社発行の『ビジネスジャンプ』にて連載されていた。2009年より同誌と『ビジネスジャンプ増刊 ビージャン魂』での不定期連載期間を経て、2011年9号から通常連載になり、掲載誌の最終号でもある同年21・22合併号まで連載された。
2024年1月、「『るべどの奇石』新装開店」が自身のX(旧Twitter)・noteにて公開されている。

## 作品概要
「石」をテーマにした一話完結のストーリー漫画。世界中の多様な珍しい石を扱う石屋『るべど』を舞台に、わずか14歳の店主・御影硝子と様々な悩みや目的を持つ客のやりとり、また、石に魅せられ関わった人たちの欲望や業を描く。各話の単位は「stone.○」（○に数字が入る）。単行本は全2巻（「壱」「弐」と表記）が刊行され、併せて全24話が所載されている。

## 主な登場人物
主要人物の名前がそれぞれ、鉱物や宝石またパワーストーンなどの名前に由来する。
店主である主人公は御影石と硝子(ガラス)、仲売人の男は紫水晶(アメシスト)、女子大生の下の名前が瑠璃(あるいは、ラピスラズリ)、黒猫はロータスとなる。
御影硝子（みかげ しょうこ）
石屋『るべど』の店主で、セーラー服とメガネがトレードマークの少女。世界中の石に精通しており、一人で店を取り仕切っている。
口調は硬派で、客であろうと取引相手であろうと、または石による悩みを持つ依頼人であろうと敬語は使わず、「だ、である」調で対話する。また、緊急避難のために自らの指を躊躇なく切断するような肝の強さと判断力の持ち主でもある。
いかなる時でもセーラー服しか着用せず、作中では店内は勿論、オークション会場、山奥、洞窟（首まで浸かる溜池の中であっても）でも他の衣服を身に付けている描写はいっさい無い。一方で通学はしておらず、その理由を作中では「つまらんからだ」と答えている。
粉末状にした絹石（けんせき）を常用しており、顔はスベスベの卵肌。
紫水晶（しみず あきら）
鉱物や鉱石の仲買人を生業とする人物。糸目と長髪、常ににこやかな笑顔を崩さない美形の色男だが、硝子をちゃん付けで呼んだり、彫刻家の遺品をくすねようとするなど、軟派でいい加減な性格。曰くつきの石を『るべど』に持ち込んでは硝子に取引を持ちかけている。
価値のない石を騙して買い取らせる詐欺まがいの行為も平気で行い、不幸を呼ぶと伝えられるエメラルドや石糊を使って硝子を罠に陥れるが、毎回報復に遭うコミックリリーフでもある。
原田瑠璃（はらだ るり）
パワーストーン効果を妄信する女子大生で、合コンでの美男子ゲットに闘志を燃やす恋多き少女。 似非科学分野に於いては博識で『るべど』に来店しては雑学を披露するが、そのたび硝子に迷信だと切り捨てられている。
フェロモンそっくりな微粒子を発生させるとしている「玉環」を購入して以来、「石油王の御曹司とラブラブになれる石」「ソッコー両想いになれる石」「アタシの事好きかどうか判る石」などをねだっては、硝子から呆れられ、紫水ともども「面倒臭い常連」と認識されている。
硝子のことは普段は呼び捨てで接しているが、一度だけ「ショコたん」とも呼びかけている。
9月生まれの乙女座で、誕生月石の青色系の石が「瑠璃」と名付けられたことに由来する。
ロータス
硝子が店内で飼う黒猫。頭が良く、勝手にテレビを操作してワイドショーを視聴していることがある。オス。

## 作中に登場した石
黄鉄鉱
希少価値は低いが見た目から黄金と間違えられやすい石。そのため別名「フールズゴールド（愚か者の金）」と呼ばれており、作中でも石の素人が硝子に戒められる導入の場面に使われている。
「悪食」（税込 8,820円）
魚の化石。stone.1『悪食』に登場。化石でありながら物を喰い、その量に伴って成長する。巨体となって石を抜け出し、作中の舞台となる石神町を襲った。
「落上」（税込 6,300円 / 箱別売り 1,260円）
stone.2『落上』に登場。斥力の作用により上空へと落下ならぬ、「落上」する石。落上同士がくっつくと合体してしまうこともあり、石と同程度の重さのケースに保管されている。
「食岩」（価格不詳）
stone.3『食岩』に登場。食べられる食用岩。ただし食べるためには最低1週間水に漬けておく必要があり、期限に満たないうちに食すと体内で結石となる。
作中では硝子が天麩羅にして塩で食べており、食感は「筋のない筍」で、味は海老のようだと評されている。その他、刺身にして梅酢で食べても、炭火で焼いてレモン汁をかけても良く、調理法によって肉、貝、茸と食感が変わる万能食材だと料理人の客から驚かれている。
「薬岩」（3週間セット 150,000円）
食岩を1週間水に漬けずに食べることにより、体内に溜まった結石を取り除く石。水に溶かし、雄黄と混ぜて飲む。嘔吐、下痢、発熱、悪寒、幻覚、幻聴の副作用がある。
「グリーン・エンブリヨ」（鑑定書無し税込 27,300,000円→500,000円）
stone.4『翆玉』に登場。スペインのインカ帝国侵略以降、幻とされてきた巨大エメラルド。紫水が初めて『るべど』に売りつけたもので、所持者を不幸にする力を持つ。買い取った客は必ず買い戻して欲しいと戻ってくるうえ、手放そうとしても必ず手元に帰ってきてしまうことから、作中、硝子はその効能をホープダイヤになぞらえた。
「クロノスコープ」（価格不詳）
stone.5『夢映』に登場。水晶に不純物が入ることで庭を描いた絵画のように見える「ガーデンクォーツ」ならぬ、光の透過速度が遅くなる組成により100年ほど前の映像がリアルタイムで映写される石。
石糊
stone.6『石糊』に登場。有機化合物と密接に接着する石。紫水が硝子に触れさせるよう仕向けて用意したもの。硝子は紫水の罠に落ち、指と石とが密着し外れなくなってしまうが、自らナイフで指を切断。欠損した部位を細胞外マトリックスに使用し復活させた。後日、廃墟ビル内に紫水を招き石糊でできたアームチェア型ソファーを座らせて後から工事作業で廃墟ビルが取り壊されるという知らせの報復プレゼントをして立ち去る。
玉環（価格不詳）
stone.7『玉環』に登場。フェロモンに似た微粒子を放出する。瑠璃が購入した直後に産出国に内乱が発生し、作中では以後輸入ができない設定となっている。
ノジュール（税込 3,990円）
stone.8『石卵』に登場。化石を有する堆積岩。貝か魚か、叩き割って開けてみるまで中身はわからない。普通のノジュールは他の石の商品とは変わらず成長しないが、これを購入した会社員の男性の化石がなぜか成長するものとなっていて、購入と共にそれまで子宝に恵まれなかった男性の妻が妊娠した。妻の妊娠に歓喜した男性は化石の中身を気になり、何度か叩き壊そうとして言いかけたが、成長する化石を気に入った妻に反対された。妊婦のお腹にいる胎児が膨らむと共に大きく成長する化石を、まるで赤ちゃんのように抱える妻の姿があまりの異様に思えた男性は、夜寝ている妻に隠れて化石を叩き壊した。壊された化石に共鳴したかのように妊婦の妻が痛みに悲鳴して破水し、病院に運び出されて男性は青褪めた、だが、無事に出産した妻と抱えられて授乳している我が子の姿に安堵する。その原因となったノジュールの中身は形容化した胎児型の空洞となっている。
絹石（100グラムあたり 35,700円）
stone.9『絹石』に登場。別名シルキーストーン。化粧水など10ccの溶液に2グラムの割合で溶かすと、肌をスベスベにする効能があるが、高い防水性と撥水効果であり、お目当てのイケメン水泳部男性にモテようとした瑠璃が全身に塗ったところ効果覿面が発生し、喜んでいた矢先に誤って痛い目に遭い、アメンボのようにプールの水上に浮かび、その場にいた目当ての男性と友達一同に「アメンボ女」と嘲笑われる。
和田玉（手で握り包めるサイズの仕入れ値 850,000円）
stone.10『白玉』に登場。読みはホータンギョク。中国ホータン地区の崑崙山で採取される高級品の白い翡翠。作中では高さ30cmほどの柱状の和田玉を22,000,000円で仕入れ、税込27,300,000円で売っている。相玉の材料を求めて童女の像を作りたい石細工職人の痩せ細った男性にせがまれ、硝子は仕方なく新疆まで買い付けに行き仕入れたが、高価であったため男性は後日店に侵入し和田玉を盗みだす。男性は末期の肺癌で、交通事故で亡くなった娘をモデルにしたヒマワリの童女を作ったが、警察と硝子たちが家宅捜査する三日前に病死しており、すでに美しく彫刻された和田玉の童女を硝子は亡くなった男性の墓に埋蔵しろと言い渡す。
神衣
stone.11『噛唯』に登場。京都三国岳に鎮座する御神体で、強い力を加えるとその物体を飲み込む。
不杷石（100グラムあたり 33,600円）
stone.11『噛唯』で、神衣を溶かすために硝子が用意した石として登場。沸点が摂氏35度と非常に低く、僅かずつ触れた石を溶かす効果を持つ。
stone.17『腑蝕』でも5kgで168万円の同相場で登場しており、「腑蝕」という石に体が侵蝕され石化していく症状を、治癒できないまでも抑える効果を果たしている。
太歳
stone.12『太歳』に登場。もともとは暦を作る便宜上創作された、木星の線対称の動きをする惑星のこと。作中では不老不死の秘薬の鉱物として登場、病魔に襲われた老婆を若返らせる。ただし若さと健康を保つには太歳を飲み続け、死の痛みから逃れるために永遠の時を生きなければならず、業の深さを描いたエピソードになっている。
セネト（価格不詳）
stone.13『棋盤』に登場。最古のボードゲームと言われる、古代エジプトに存在したゲームの石盤。作中ではチェス好きが物珍しさに購入していくが、毎夜、ルールも解らないままミイラに勝負を挑まれるという悪夢を見続ける羽目に陥ってしまう。
異也（価格不詳 / 充電一回につき3,000円）
stone.13『異也』に登場。「イナリ」という名の通り、狐を象った石。聞こえた人物の言葉が本当であれば一回、嘘であれば二回「コンッ」と鳴く。産出地の地脈に安置すると一年間効果が持つ充電式。
タキオナイト
stone.18『時石』に登場した、時を操れるとされる円柱状の物質。自称宇宙人が、UFO修繕のための隕鉄購入の取引材料として硝子に差し出した。当然実在しないため原理は「磁石が電磁場を作るように、タキオンを吸収、発生することで時間場を作る」と不明瞭だが、作中ではタキオナイトを中心に円状に移動することで、時間の流れを主観的に速めたり、遅くしたりできるようになっている。ただし、時間を遡るには自分自身が亜光速で移動する必要があるという、到底実用不可能な代物である。
アホー石（落札価格 税込 3,150,000円）
stone.19『競売』に、オークション対象として登場。アリゾナ州アホ地区に由来する鉱物。緑銅色が特徴の珍品ではあるが、作中では硝子と紫水の競売バトルのダシに使われている。
プレシャスオパール（貴蛋白石）（税込 48,300円）
stone.20『貴石』に登場。オパールの中でも、不純物が混じらない環境で長い時間をかけて成長した、遊色効果を持つ乳白色の石。
「誘眠」（非売品）
stone.22『誘眠』に登場。電磁波の放出により、近くにいる生物を即時眠らせてしまう石。14歳の硝子には覿面の効果があるが、小学校低学年程度の幼子と動物には効き目が無い。
「十色」（価格不詳）
stone.23『十色』に登場。ネックレスのように首に下げると、その持ち主の精神状態に感応して色を変える勾玉。常にテンションの高い瑠璃が持つとオレンジ色になるが、硝子自身がモニタリングすると白色（平静）のまま変化しない。

## 書籍情報
- 室井まさね『るべどの奇石』 集英社〈ヤングジャンプ・コミックス・ビージャン〉
  1. 壱 2011年4月24日発売、ISBN 978-4-08-879110-4
  2. 弐 2011年10月24日発売、ISBN 978-4-08-879222-4

単行本1巻には諸星大二郎の書き下ろし寄稿イラストを収録。また、2巻帯では藤子不二雄Aがコメントを寄せている。